# José Tristany Pujol
Lucas de San Jose, né José Tristany Pujol est un prêtre, carme déchaux, mort martyr de la foi à Barcelone au début de la guerre d'Espagne, tué par les milices républicaines. Il fait partie d'un groupe de centaines de prêtres et religieux, reconnus par l'Église catholique comme étant morts martyrs de la foi et béatifiés en 2007.

## Biographie
José Tristany Pujol est né à Su (ville de Lérida) en Catalogne, le 14 décembre 1872.
Peu d'éléments sur sa biographie sont disponibles. Il entre dans l'Ordre des Carmes déchaux sous le nom de Lucas de San Jose (Luc de saint Joseph). Il a été ordonné prêtre.
Il meurt assassiné par les milices du camp républicain lors des persécutions religieuses au tout début de la Guerre d'Espagne, le 20 juillet 1936, en sortant de son couvent à Barcelone. 

## Béatification
Le procès en béatification se déroule de 1952 à 1959. Il inclut 14 membres de l'Ordre du Carmel eux aussi assassinés lors de cette période. Le 18 octobre 1991 est signé le décret validant le procès. Le 22 juin 2004 il est déclaré martyr de la foi.
Il est béatifié par Benoît XVI le 28 octobre 2007 avec 498 religieux espagnols, eux aussi morts martyrs à cette même période. L'annonce est faite à Rome, sur la place Saint-Pierre, l'homélie est prononcée par José Saraiva Martins. 
La cause de canonisation est ouverte sous le titre de « Lucas de S. José, carmélite, Leonardo José, Lasallien Apolonia Lizarraga du Saint-Sacrement et ses 61 compagnons ».

## Culte
Sa fête est célébrée le 6 novembre, en même temps que tous les martyrs de la guerre d'Espagne ; sur certains sites, sa fête est indiquée le 20 juillet.
Son culte est célébré par l’Église catholique et en particulier dans l'Ordre du Carmel.